# 湊谷夢吉
湊谷 夢吉（みなとや ゆめきち、1950年 - 1988年6月7日）は京都市出身の日本の映像作家、漫画家、音楽家。

## 経歴
1950年　京都市内に生まれる。
1969年　京都市立紫野高等学校卒業。SF研究会所属。3人組のフォークソングバンドを結成、ギターとボーカルを担当。
1970年　八ヶ岳コミューン、三里塚を経て「関西プロテクトフォーク」一員として全国各地巡業。
1972年　北海道に渡り、札幌に定住。5月、ソロライブ（京都ほんやら洞）。
1973年に勤務のかたわら銀河画報社を設立。
1975年　漫画誌「銀河画報」を発行。「謎の天体観測大会」開催。
1976年　初アルバム録音中にスタジオが倒産、マスターテープ消失。
「漫我駄」（設定・脚本・作画監督/湊谷夢吉　キャラクターデザイン・作画/志馬充　背景・その他/左京景）が北冬書房発行の「夜行6号」に再録。
1977年　映画「スバルの夜」（山田勇男監督）美術･演出・編集・音楽。
1978年　「夜窓」（山田勇男監督）美術・演出。「惜夏記」を夜行7号に再録。
1980年　初の書き下ろし新作「文久二年の爆裂弾」を「夜行9号」に発表。以後「エロトピアDX」「スーパーアクション」「コミックばく」「コミックモーニング」に作品を発表。「海の床屋」（山田勇男監督）構成・演出・美術・音楽。
1981年　「家路」（山田勇男監督）音楽・演出・キャスト。「マルクウ兵器始末」（夜行10号）、「満州バニシング」（夜行11号）を発表。
1982年　「銀河鉄道の夜」（山田勇男監督）脚色・美術・挿入歌・制作・キャスト。中編「魔都の群盲」を「夜行12号」に発表。その力量で劇画界を震撼させる。「粗骨の果」（エロトピアDX8月号）を発表。
1983年　「巻貝の扇」（山田勇男監督）共同演出・特殊効果・制作。「活動屋番外地」（エロトピアDX4月号）、「鋼鉄の處女」（エロトピアDX10月号）を発表。
1984年　第一作品集『魔都の群盲』を北冬書房から刊行。「アヤカシの大連」（エロトピアDX6月号）を発表。「悲しいガドルフ」（山田勇男監督）共同演出・制作。
1985年　「青き零年」（山田勇男監督）音楽。「ブリキの蚕」（コミックばくNo7）、「海岸綺談」（銀星倶楽部No3）を発表。「銀河画報社祭」開催。
1986年　第二作品集作品集『マルクウ兵器始末』を北冬書房から刊行。「虹龍異聞」（夜行14号）、「蒼ざめた皇女を視たり」（月刊スーパーアクション9月号）、「蛇神の血脈」（エロトピアDX4月号）、「ライプニッツの罠」（漫画ゴラク1月10日号、1月24日号）を発表。初のオールカラーの作品「銀河探偵局事件帖」をコミックモーニング増刊（講談社）に連載開始。「銀河画報社祭2」開催。
1987年　「ボエオテイアの山猫」（山田勇男監督）共同演出。「無用の天地」（エロトピアDX4月号）、稲垣足穂論「三日月をまわす機械」（ユリイカ・稲垣足穂特集1月号）を発表。
1988年6月7日、ガンのため38歳で札幌医科大学附属病院にて病没。
死後、第三作品集『紅龍異聞』（北冬書房 1988年）、『虹龍異聞』『魔都の群盲』『ブリキの蚕』（アスペクト刊 1999年）、歌集「トベトベヒカウシャウネン」（CD2枚組）が発売。

## 作品リスト
- 『マルクウ兵器始末』北冬書房 1984年9月 ASIN B01ERONQQO
- 『虹龍異聞―湊谷夢吉作品集』北冬書房 1988年12月 ISBN 978-4892890765
- 『魔都の群盲 (湊谷夢吉劇画作品集)』北冬書房 1997年8月 ISBN 978-4892891021
- 『湊谷夢吉作品集1 虹龍異聞』（虹龍異聞/満州バニシング/蒼ざめた皇女を視たり/蛇神の血脈/活動屋番外地/マルクウ兵器始末）アスペクト 1997年9月 ISBN 978-4893668264
- 『湊谷夢吉作品集2　魔都の群盲』（魔都の群盲/粗骨の果/アヤカシの大連/鋼鉄の處女/無用の天地/漫我駄）アスペクト 1997年10月 ISBN 978-4893668424
- 『湊谷夢吉作品集3 ブリキの蚕』（ブリキの蚕/海岸綺談/惜夏記/続惜夏記/文久二年の爆裂弾/ライプニッツの罠）アスペクト 1997年11月 ISBN 978-4893668981
- 『レジェンド―湊谷夢吉集成』チクマ秀版社 (2005/08) ISBN 978-4805004432
- 『レジェンド―湊谷夢吉集成 (第2集)』チクマ秀版社 (2005/09) ISBN 978-4805004456

## 参考資料
- 湊谷夢吉コスモス http://www.gogorocket.jp/cosmos/cosmos.html
- 「活字にならなかった死亡記事・漫画家と民俗学者の死　山口昌男」本８月号
- 「イメージの冒険者　故湊谷夢吉　寡作の中の”豊穣”の再発見　松枝至」　毎日新聞10月20日
- 1989年	「夜行16号湊谷夢吉追悼」発行。「君は1個のエクリチュールだった　松枝至」「湊谷夢吉のこと　管野修」「われもまた異国びと…梶井純」「銀河画報とバサラ　宮岡蓮二」「夢吉さんの思い出　南日れん」「緑色のハート　山田勇男」「浄土の光　花輪和一」「湊谷夢吉伝説　高野慎三」「YUMEKICHI SPIRITUAL MIND 尾原和久」「日記3/14～6/7　湊谷雪子」
- 「宮迫千鶴が読む　虹龍異聞　湊谷夢吉」産経新聞1月24日
- 「飛行機と映画を共に愛した湊谷氏を追悼する　シネアストとしての湊谷夢吉　西嶋憲生」イメージフォーラム3月号　特集ベストワン1988
- 「力量のある新人の登場・非商業誌に新しい資質を見いだす。梶井純」週間読書人・時評＆展望5月1日号
- 「叛意からのストレートな感性　湊谷夢吉の劇画とは？　杉浦俊太郎」読書北海道10月15日号
- 「夢をつくる　湊谷夢吉「魔都の群盲」　中村正明」美術手帳10月号
- 「幻の漫画家・夢吉　迫力の作品集近く刊行（雲）」読売新聞9月10日夕刊